# سويلنت
سويلنت (بالإنجليزية: Soylent)‏ هي علامة تجارية أمريكية تنتج بدائل وجبات على شكل مساحيق أو ألواح. أسست الشركة عام 2014 ويقع مقرها في لوس أنجلوس. كانت سويلنت تباع فقط في عبر الإنترنت في الولايات المتحدة، ولكن الآن أصبحت تباع في تارجت، ووول مارت، وأصبحت متوفرة في كندا.
اسم سويلنت مستوحى من رواية الخيال العلمي المريرة ميك روم! ميك روم!، وهي رواية تتحدث عن التكاثر السكاني وقلة الموارد.

## التاريخ

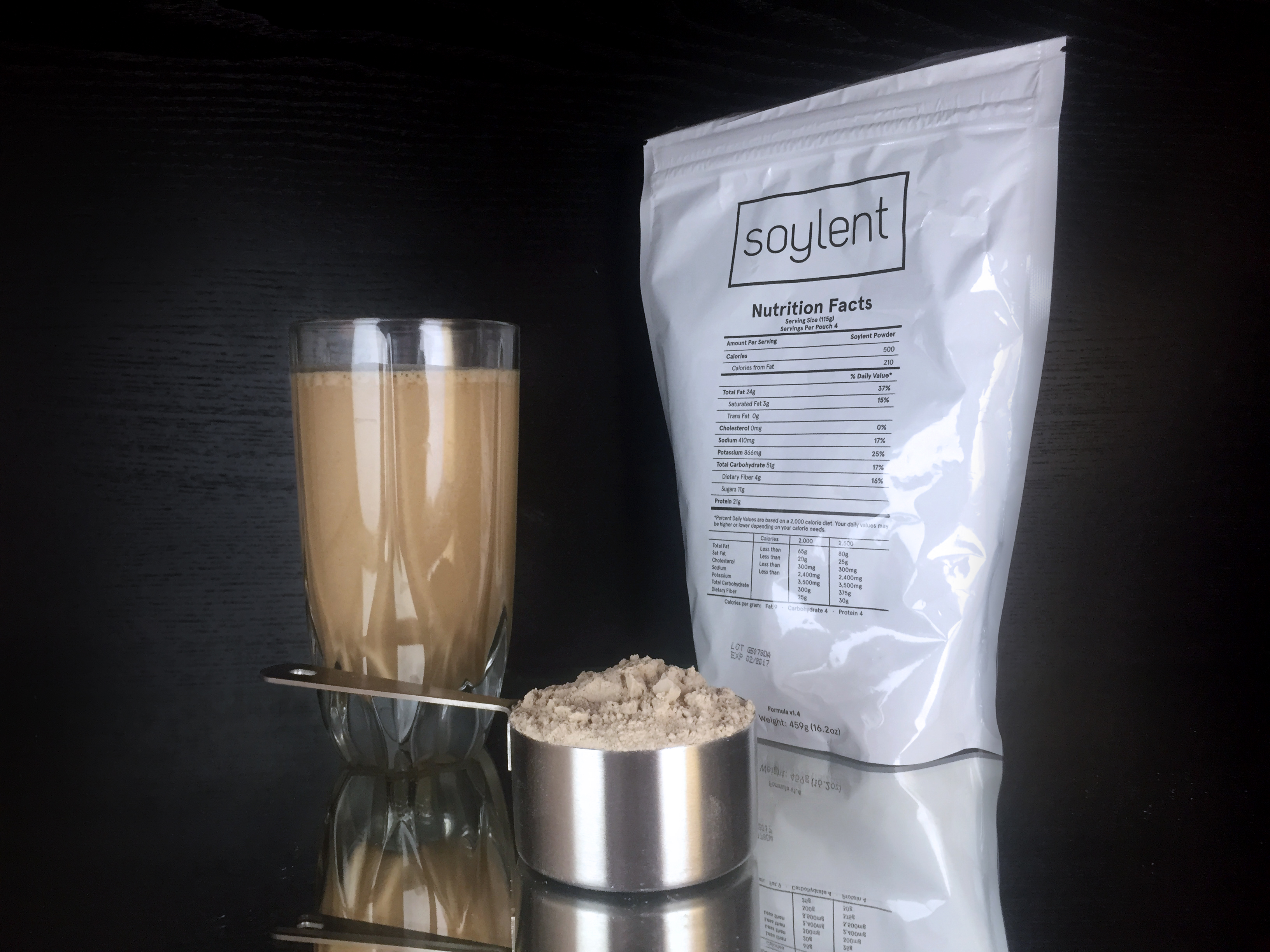
حزمة سويلنت، مع المسحوق والشراب الناتج

في يناير 2013، اشترى مهندس البرمجيات روب راينهارات 35 مكونًا كيميائيًا كانت كلها باعتقاده إلزامية للبقاء، بناءًا على ما قرأه في كتب الكيمياء الحيوية المدرسية ومواقع حكومة الولايات المتحدة على الإنترنت.
قام راينهارت بمزج المكونات مع الماء ولم يتناول سوى هذا الشراب لثلاثين يومًا. قام راينهارت بتعديل المكونات لاحقًا لتتناسب مع بعض المشاكل الصحية.
راينهارت ادعى وجود عدد من الإيجابيات للشراب، وقال بأنها أدت إلى نزول مصاريفه الشهرية بشكل كبير إضافة إلى حفظ الوقت.
خاضت تجربة راينهارت إهتمامًأ كبير على أخبار الهاكر،
مما أدى إلى حملة تمويل جماعي حازت على 1.5 مليون دولار خلال فترة قصيرة.

## التصدير
سويلنت كان متوفرًا للشراء فقط داخل الولايات المتحدة حتى 15 يونيو 2015 بعد بدأ التصدير لكندا. في أكتوبر 2017 حظرت كندا مشروب سويلنت لعدم مطابقته معايير الغذاء الكندية لبدائل الوجبات. استأنف التصدير لكندا في 2020.
في يوليو 2017 بيع سويلنت خارج الإنترنت لأول مرة في أسواق 7-إلفن داخل لوس أنجلوس
وبحلول أبريل 2018 أصبح يباع في أكثر من 8,000 متجر داخل الولايات المتحدة.

## الآثار الصحية
يدعي صانعوا سويلنت بأنه يحتوي على العناصر الغذائية اللازمة لنمط حياة صحي.
بعض الناس واجهوا مشاكل في الجهاز الهضمي لاستهلاكهم سويلنت، وتحديدًا التطبل.

## روابط خارجية
الموقع الرسمي